# 500 kilomètres de Sugo 1992
Navigation
Édition précédente
Les 500 kilomètres de Sugo 1992 (officiellement appelé les 1992 Sugo International 500 km), disputées le 13 septembre 1992 au Sportsland Sugo, ont été la quatrième manche du Championnat du Japon de sport-prototypes 1992.

## La course

### Classement de la course
Voici le classement officiel au terme de la course,.
- Les premiers de chaque catégorie du championnat du monde sont signalés par un fond jaune.
- Pour la colonne Pneus, il faut passer le curseur au-dessus du modèle pour connaître le manufacturier de pneumatiques.
- Les voitures ne réussissant pas à parcourir 75% de la distance du gagnant sont non classées (NC).

| Pos  | Classe | no  | Écurie                     | Pilotes                               | Châssis                      | Pneus | Tours | Temps                 |
| Pos  | Classe | no  | Écurie                     | Pilotes                               | Moteur                       | Pneus | Tours | Temps                 |
| ---- | ------ | --- | -------------------------- | ------------------------------------- | ---------------------------- | ----- | ----- | --------------------- |
| 1    | C1     | 1   | Nissan Motorsport          | Kazuyoshi Hoshino Toshio Suzuki       | Nissan R92CP                 | B     | 135   | 2 h 52 min 26.333     |
| 1    | C1     | 1   | Nissan Motorsport          | Kazuyoshi Hoshino Toshio Suzuki       | Nissan VHR35Z 3,5 l V8 Turbo | B     | 135   | 2 h 52 min 26.333     |
| 2    | C1     | 36  | Toyota Team TOM'S          | Pierre-Henri Raphanel Masanori Sekiya | Toyota 92C-V                 | B     | 134   | + 1 tour              |
| 2    | C1     | 36  | Toyota Team TOM'S          | Pierre-Henri Raphanel Masanori Sekiya | Toyota R36V 3,6 l V8 Turbo   | B     | 134   | + 1 tour              |
| 3    | C1     | 39  | Kitz Racing Team with SARD | Roland Ratzenberger Eje Elgh          | Toyota 92C-V                 | B     | 134   | + 1 tour              |
| 3    | C1     | 39  | Kitz Racing Team with SARD | Roland Ratzenberger Eje Elgh          | Toyota R36V 3,6 l V8 Turbo   | B     | 134   | + 1 tour              |
| 4    | C1     | 24  | Nissan Motorsport          | Masahiro Hasemi Masahiko Kageyama     | Nissan R92CP                 | B     | 134   | + 1 tour              |
| 4    | C1     | 24  | Nissan Motorsport          | Masahiro Hasemi Masahiko Kageyama     | Nissan VHR35Z 3,5 l V8 Turbo | B     | 134   | + 1 tour              |
| 5    | C1     | 99  | Trust Racing Team          | George Fouché Steven Andskär          | Toyota 92C-V                 | D     | 134   | + 1 tour              |
| 5    | C1     | 99  | Trust Racing Team          | George Fouché Steven Andskär          | Toyota R36V 3,6 l V8 Turbo   | D     | 134   | + 1 tour              |
| 6    | C1     | 27  | FromA Racing               | Mauro Martini Katsutomo Kaneishi (en) | Nissan R91CK                 | B     | 129   | + 6 tours             |
| 6    | C1     | 27  | FromA Racing               | Mauro Martini Katsutomo Kaneishi (en) | Nissan VHR35Z 3,5 l V8 Turbo | B     | 129   | + 6 tours             |
| NC   | GTP    | 230 | Pleasure Racing            | Tetsuji Shiratori Masatomo Shimizu    | Mazda 767B                   | D     | 91    | + 144 tour            |
| NC   | GTP    | 230 | Pleasure Racing            | Tetsuji Shiratori Masatomo Shimizu    | Mazda 13J 2,6 l 2-Rotor      | D     | 91    | + 144 tour            |
| Abd. | C1     | 61  | Team Take One              | Hideki Okada Thomas Danielsson (en)   | Nissan R91CP                 | D     | 45    | Pompe à essence       |
| Abd. | C1     | 61  | Team Take One              | Hideki Okada Thomas Danielsson (en)   | Nissan VHR35Z 3,5 l V8 Turbo | D     | 45    | Pompe à essence       |
| Abd. | C      | 5   | Mazdaspeed                 | Takashi Yorino Yojiro Terada          | Mazda MXR-01                 | D     | 5     | Problèmes électriques |
| Abd. | C      | 5   | Mazdaspeed                 | Takashi Yorino Yojiro Terada          | Judd MV10 3,5 l V10 Atmo     | D     | 5     | Problèmes électriques |

## Pole position et record du tour
- Pole position :  Masahiro Hasemi (#24 Nissan Motorsport) en 1 min 09s 048
- Meilleur tour en course :  Mauro Martini (#27 FromA Racing) en 1 min 13s 391

## À noter
- Longueur du circuit : 3,704 km
- Distance parcourue par les vainqueurs : 500,075 km